# Internet Governance

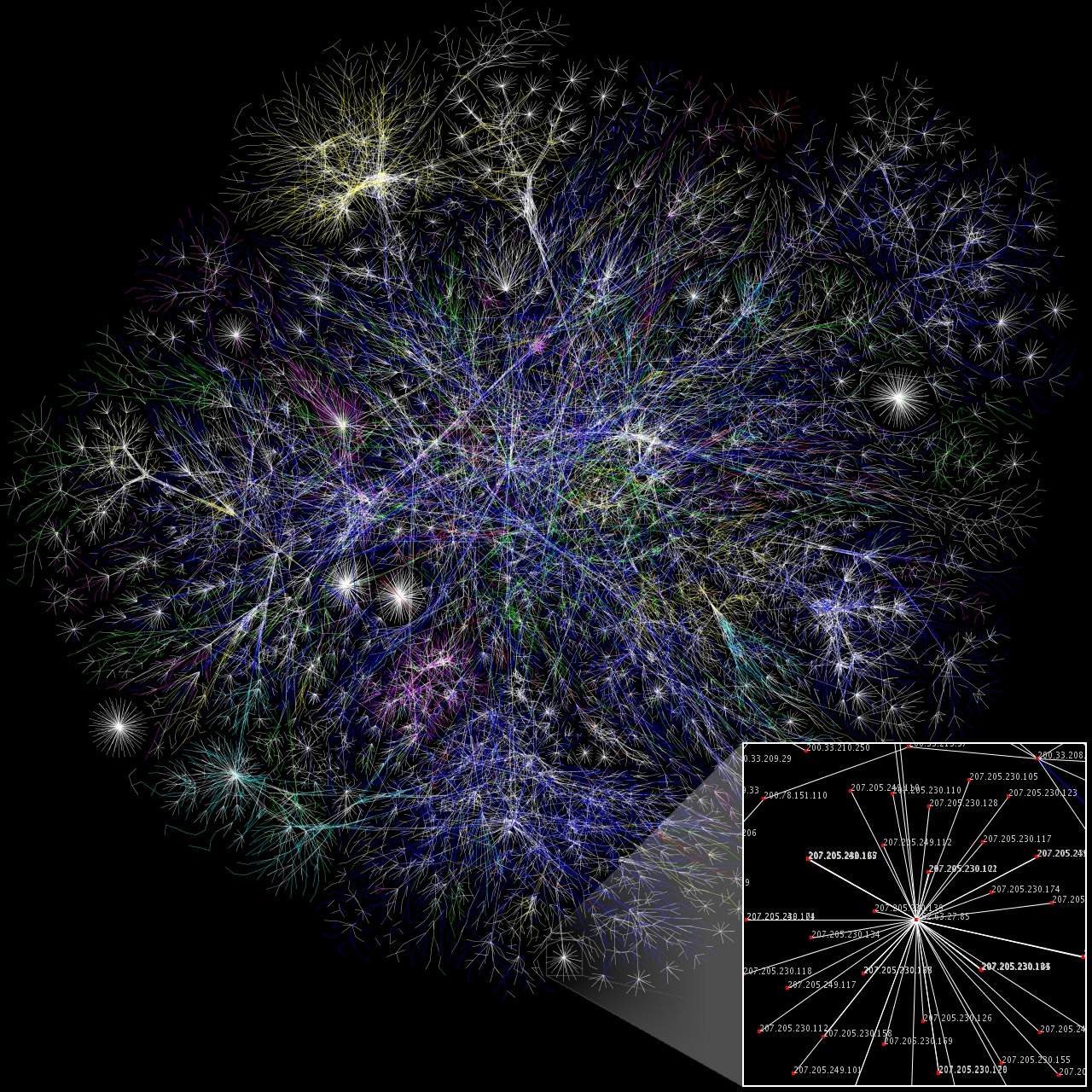
Mappa di percorsi di instradamento attraverso una porzione di Internet

L'Internet Governance è il concetto che include tutte le attività che determinano la direzione dell'uso e dello sviluppo della rete Internet, nei suoi vari aspetti tecnici, economici, sociali e politici. A tali attività prendono parte i governi, il settore privato e la società civile, nei loro rispettivi ruoli, e si concretizzano nello sviluppo e nell'applicazione di principi, norme, regole, procedure decisionali e programmi condivisi.
Ne consegue che alla governance di Internet contribuiscono tutti, compresi i suoi utenti attivi, secondo il modello partecipatorio detto multi-stakeholder. In questo modello, chiunque sia direttamente toccato dalle questioni in oggetto ha diritto di avere voce in capitolo nei processi che ne determinano la soluzione, indipendentemente dal tipo di interesse rappresentato o dalla sede in cui si svolgono tali processi.

## Ruolo e responsabilità dei governi nella Internet Governance
Nel luglio 2005 il World Summit on Information Society (WSIS) ha definito i ruoli svolti dalle parti coinvolte nella Internet Governance. Essi riguardano:
- il coordinamento e la realizzazione delle policy pubbliche nazionali;
- lo sviluppo e il coordinamento delle politiche ai livelli regionale e internazionale;
- la creazione di un contesto teso ad agevolare lo sviluppo del settore ICT, in particolare per quanto riguarda le infrastrutture e le applicazioni ICT;
- la promozione della ricerca e dello sviluppo di nuove tecnologie e di standard;
- l'adozione delle iniziative necessarie a favorire l'accesso ai servizi ICT;
- l'adozione di misure finalizzate a combattere il crimine online;
- la promozione della cooperazione internazionale e regionale;
- la promozione del multilinguismo e della diversità culturale;
- la risoluzione e l'arbitrato delle dispute.

## Internet Governance Forum
In occasione del WSIS tenutosi a Tunisi dal 16 al 18 novembre 2005, venne creato l'Internet Governance Forum (IGF). Quest'ultimo rappresenta un luogo di incontro per la discussione e l'approfondimento delle tematiche più salienti e critiche della rete per tutti i potenziali interessati. Il primo meeting dell'IGF si è svolto nel novembre 2006 ad Atene.